# María Eugenia Oyarzún
María Eugenia Oyarzún Iglesias (sinh ngày 1 tháng 6 năm 1936) là một nhà báo, nhà văn và nhà ngoại giao người Chile.

## Tiểu sử
Oyarzún kết hôn với Fernando Errázuriz Guzmán, người có con.
Trong chế độ độc tài quân sự của Tướng Augusto Pinochet, Oyarzún chiếm vị trí trên thực tế của thị trưởng thành phố Santiago từ ngày 1 tháng 6 năm 1975 đến ngày 1 tháng 6 năm 1976.
Bà là đại sứ của Chính phủ Chile tại Tổ chức các quốc gia châu Mỹ. Bà là người phụ nữ đầu tiên chủ trì Hội đồng Chính trị của thực thể đó vào tháng 10 và tháng 12 năm 1977.
Nhờ mối quan hệ thân thiết với Pinochet, bà đã có thể thực hiện các cuộc phỏng vấn của anh cho các phương tiện truyền thông khác nhau, sau đó sẽ được xuất bản trong một số cuốn sách trong những năm 1990.
Oyarzún làm việc cho tờ nhật báo La Tercera của Santiago trong 46 năm và là giám đốc của các trường báo chí của Đại học Chile và UNIACC.

## Công trình
- Augusto Pinochet: diálogos con su historia. Conversaciones inéditas (Biên tập Sudamericana, 1999)
- Augusto Pinochet: "Una visión del hombre" (Biên tập Bauhaus, 1995)

## Giải thưởng
- Năm 1965 - Giải thưởng Lenka Franulic từ National Association of Women Journalists of Chile [es]
- 1996 - Giải thưởng Carmen Puelma từ Hiệp hội An toàn Chile [5]